# Montauriol (Pirenéus Orientais)
Montauriol (em catalão:  Montoriol) é uma comuna francesa na região administrativa da Occitânia, no departamento dos Pirenéus Orientais. Estende-se por uma área de 11.10 km², e possui 249 habitantes, segundo o censo de 2018, com uma densidade de 22 hab/km².